# Тертышный, Сергей Викторович
Серге́й Ви́кторович Терты́шный (род. 3 июня 1970, Челябинск) — российский хоккеист и тренер.

## Карьера

### Игрока
Воспитанник челябинского хоккея. Чемпион СССР среди юниоров (1989). В составе молодёжной сборной СССР стал вице-чемпионом мира (1990).
Армейскую службу проходил в СКА (Ленинград) и СКА (Свердловск).
В чемпионате СССР провёл 55 игр.
Два сезона провёл в США, где в составе «Портленд Пайретс» 104 раза выходил на лёд.
В высшем дивизионе российского хоккея провёл 359 игр. Во втором по силе дивизионе (высшей лиге) провёл 147 игр.
В составе сборной России принял участие в Олимпиаде 1994, где занял четвёртое место, и в чемпионате мира 1999.

### Тренера
- 2007—2014 — ассистент главного тренера, «Трактор»
- 2016—2017 — главный тренер в «Сахалине»

## Личная жизнь
Родной брат Алексей и двоюродные — Дмитрий и Андрей также были хоккеистами. Все они — воспитанники челябинского «Трактора». Сын Александр (род. 2005) также хоккеист, выступает за «Белых медведей».

## Награды
- Чемпион России: 1999
- Бронзовый призёр чемпионата России: 1993, 1994, 2000
- Чемпион Евролиги: 1999, 2000